# Евереттс (Північна Кароліна)
Евереттс (англ. Everetts) — місто (англ. town) в США, в окрузі Мартін штату Північна Кароліна. Населення — 150 осіб (2020).

## Географія
Евереттс розташований за координатами 35°50′5″ пн. ш. 77°10′20″ зх. д. / 35.83472° пн. ш. 77.17222° зх. д. (35.834690, -77.172293).  За даними Бюро перепису населення США в 2010 році місто мало площу 1,17 км², уся площа — суходіл.

## Демографія
Згідно з переписом 2010 року, у місті мешкали 164 особи в 74 домогосподарствах у складі 42 родин. Густота населення становила 140 осіб/км².  Було 88 помешкань (75/км²).
Расовий склад населення:
| - 67,7 % — білих - 26,8 % — чорних або афроамериканців - 1,2 % — азіатів - 1,2 % — осіб інших рас |

До двох чи більше рас належало 3,0 %. Частка іспаномовних становила 2,4 % від усіх жителів.
За віковим діапазоном населення розподілялося таким чином: 20,1 % — особи молодші 18 років, 56,7 % — особи у віці 18—64 років, 23,2 % — особи у віці 65 років та старші. Медіана віку мешканця становила 49,0 року. На 100 осіб жіночої статі у місті припадало 72,6 чоловіків;  на 100 жінок у віці від 18 років та старших — 77,0 чоловіків також старших 18 років.
Середній дохід на одне домашнє господарство  становив 35 394 долари США (медіана — 27 708), а середній дохід на одну сім'ю — 39 564 долари (медіана — 26 071). За межею бідності перебувало 24,8 % осіб, у тому числі 3,1 % дітей у віці до 18 років та 24,1 % осіб у віці 65 років та старших.
Цивільне працевлаштоване населення становило 53 особи. Основні галузі зайнятості: освіта, охорона здоров'я та соціальна допомога — 35,8 %, транспорт — 22,6 %, оптова торгівля — 11,3 %, роздрібна торгівля — 11,3 %.